# ディオーシュジュールVTK
ディオーシュジュールVTK（Diósgyőr-Vasgyári Testgyakorlók Köre ハンガリー語: [ˈdioːʒɟøːri ˈveːteːkaː]）は、ハンガリーのミシュコルツをホームタウンとするサッカークラブ。ホームスタジアムはディオーシュジュール・シュタディオン。ハンガリーで最も人気のあるチームの一つである。

## 歴史
1910年、ディオーシュジュールVTKは製鉄所のスポーツクラブとして設立された。
1940年、ネムゼティ・バイノクシャーグIに初昇格し、同年8月25日のWMFC Csepel戦でデビューを飾った（3-4）。1940-41シーズンは14チーム中6位だった。
1970年代後半から1980年代前半にクラブは黄金期を迎えた。1976-77シーズンはハンガリー・カップ初優勝を果たし、UEFAカップウィナーズカップ 1977-78出場権を獲得した。1978-79シーズンは1部リーグで3位になり、UEFAカップ1979-80出場権を獲得した。1979-80シーズンはハンガリー・カップで2回目の優勝を果たした。
クラブはオーナーの変更、破産を経験した。1989年のハンガリー共産主義体制の終焉はハンガリーのサッカークラブにも大きな影響を与えた。共通していたのは資金不足であり、クラブは2000年に破産した。1999-2000シーズンは冬に多くの選手がクラブを去ったため、存続が危ぶまれたが、シーズンを戦い抜くことはできた。しかし、降格圏の18チーム中16位に終わった。破産後、クラブのサポーターによって新しいDVTKが設立された。新しいクラブは7部リーグで最初のシーズンを始めたが、2部リーグ所属クラブとの合併などを経て、2004年5月に5シーズンぶりの1部リーグ復帰を決めた。
2009-10シーズンは、1910年のクラブ誕生から100周年となった。しかし、クラブは1部リーグ最下位に終わり、2部リーグに降格した。2010-11シーズンは2部リーグで優勝し、1部リーグ復帰を果たした。
2013-14シーズンはハンガリー・リーグカップ決勝でヴィデオトンFCに2-1で勝利し、初優勝を果たした。ハンガリー・カップでも決勝に進出し、ウーイペシュトFCと対戦した。後半終了間際に1-1に追いついてPK戦に持ち込んだが、3-4で敗れた。しかし、ウーイペシュトFCはUEFAライセンスを取得できなかったため、準優勝のディオーシュジュールVTKが繰り上げでUEFAヨーロッパリーグ 2014-15出場権を獲得した。

## クラブ名の遍歴
- 1910-1938: ディオーシュジュールVTK
- 1938-1945: ディオーシュジュールMÁVAG SC
- 1945-1951: ディオーシュジュールVTK
- 1951-1956: ディオーシュジュール・ヴァシャシュ
- 1956-1992: ディオーシュジュールVTKミシュコルツ
- 1992-2000: ディオーシュジュールFC
- 2000-2003: ディオーシュジュールVTK
- 2003-2004: DVTK 1910
- 2004-2005: ディオーシュジュール・バラトンFC
- 2005-2007: ディオーシュジュールVTK
- 2007-2008: ディオーシュジュールVTK-BORSODI
- 2008-現在: ディオーシュジュールVTK

## 現所属メンバー
2021年2月2日現在
注：選手の国籍表記はFIFAの定めた代表資格ルールに基づく。
| No. | Pos. |                 | 選手名                       |
| --- | ---- | --------------- | ---------------------------- |
| 1   | GK   | ハンガリー      | ブルカーン・エリク           |
| 2   | DF   | クロアチア      | アレン・グルジッチ           |
| 4   | DF   | ジョージア (国) | アレクサンドレ・カランダーゼ |
| 5   | MF   | アルゼンチン    | アウグスト・マックス         |
| 6   | DF   | クロアチア      | ヴィンコ・ソルド             |
| 7   | FW   | ハンガリー      | マクライ・ガーボル           |
| 9   | FW   | セルビア        | ステファン・ドラジッチ       |
| 10  | FW   | ルーマニア      | ゲオルゲ・グロザフ           |
| 11  | FW   | コロンビア      | ホセ・コルテス               |
| 12  | FW   | 北マケドニア    | ミルコ・イヴァノフスキ       |
| 14  | MF   | ハンガリー      | マークヴァート・ダーヴィド   |
| 15  | DF   | ハンガリー      | ヴァージ・アンドラーシュ     |
| 16  | MF   | ハンガリー      | モルナール・ガーボル         |
| 17  | MF   | ウクライナ      | セルゲイ・シェスタコフ       |
| 19  | DF   | クロアチア      | ルカ・マリン                 |
| 20  | MF   | ハンガリー      | Máté Zsiga                   |
| 21  | FW   | ジョージア (国) | ギオルギ・オマラシュヴィリ   |
| 23  | GK   | クロアチア      | マルコ・マレニツァ           |

| No. | Pos. |                          | 選手名                       |
| --- | ---- | ------------------------ | ---------------------------- |
| 24  | MF   | ハンガリー               | キシュパール・タマーシュ     |
| 25  | DF   | クロアチア               | ゴラン・ミロヴィッチ         |
| 26  | DF   | ハンガリー               | スーチ・コルネール           |
| 27  | DF   | アルバニア               | ハイセン・メモラ             |
| 28  | MF   | ポルトガル               | ルイ・ペドロ                 |
| 31  | DF   | ハンガリー               | ファルカシュ・マルセル       |
| 32  | DF   | エストニア               | アルトゥル・ピック           |
| 33  | DF   | ハンガリー               | ポルガー・クリストフ         |
| 44  | GK   | セルビア                 | ブラニスラヴ・ダニロヴィッチ |
| 48  | DF   | セルビア                 | デヤン・カラン               |
| 55  | MF   | クロアチア               | ディエゴ・ジヴリッチ         |
| 68  | DF   | ハンガリー               | ヘゲダス・ヤーノシュ         |
| 71  | FW   | チェコ                   | ダヴィト・ヴァネチェク       |
| 90  | MF   | ハンガリー               | イスライ・ベンス             |
| 91  | FW   | ボスニア・ヘルツェゴビナ | アスミル・スリッチ           |
| 92  | DF   | ハンガリー               | オロス・ドナート             |
| 99  | GK   | ハンガリー               | アンタル・ボトンド           |

## タイトル

### 国内タイトル
- ネムゼティ・バイノクシャーグII:7回
  - 1949-50, 1953, 1956, 1962-63, 1973-74, 2010-11, 2022-23

- マジャル・クパ:2回
  - 1976-77, 1979-80

- リガクパ:1回
  - 2013-14

## 過去の成績
| 年度    | 所属 | 順位 | 試 | 勝 | 分 | 敗 | 得 | 失 | 差  | 勝点 | カップ   | リーグカップ   |
| ------- | ---- | ---- | -- | -- | -- | -- | -- | -- | --- | ---- | -------- | -------------- |
| 2011-12 | 1部  | 7位  | 30 | 13 | 4  | 13 | 42 | 43 | -1  | 43   | ベスト16 | 準々決勝       |
| 2012-13 | 1部  | 10位 | 30 | 9  | 11 | 10 | 31 | 39 | -8  | 38   | ベスト16 | グループリーグ |
| 2013-14 | 1部  | 5位  | 30 | 12 | 11 | 7  | 45 | 38 | +7  | 47   | 準優勝   | 優勝           |
| 2014-15 | 1部  | 7位  | 30 | 13 | 9  | 8  | 43 | 36 | +7  | 48   | ベスト16 |                |
| 2015-16 | 1部  | 9位  | 33 | 10 | 8  | 15 | 37 | 47 | -10 | 38   | ベスト32 |                |
| 2016-17 | 1部  | 10位 | 33 | 10 | 7  | 16 | 39 | 58 | -19 | 37   | ベスト8  |                |
| 2017-18 | 1部  | 10位 | 33 | 10 | 6  | 17 | 44 | 53 | -9  | 36   | ベスト8  |                |
| 2018-19 | 1部  | 10位 | 33 | 10 | 8  | 15 | 36 | 57 | -21 | 38   | ベスト32 |                |
| 2019-20 | 1部  | 9位  | 33 | 12 | 5  | 16 | 40 | 52 | -12 | 41   |          |                |

## 欧州での成績
| 年度    | 大会                       | ラウンド  | 対戦相手                     | ホーム   | アウェー  | 合計           |
| ------- | -------------------------- | --------- | ---------------------------- | -------- | --------- | -------------- |
| 1960    | ミトローパ・カップ         | 1回戦     | パレルモ                     | 0-2      | 2-1       | 2-3            |
| 1968    | ミトローパ・カップ         | 1回戦     | レッドスター・ベオグラード   | 0-3, 3-1 | 0-3, 3-1  | 3-4            |
| 1971    | ミトローパ・カップ         | 1回戦     | FCロコモティーヴァ・コシツェ | 2-0, 0-0 | 2-0, 0-0  | 2-0            |
| 1971    | ミトローパ・カップ         | 2回戦     | NKチェリク・ゼニツァ         | 1-0, 1-4 | 1-0, 1-4  | 2-4            |
| 1977-78 | UEFAカップウィナーズカップ | 1回戦     | ベシクタシュJK               | 5-0      | 0-2       | 5-2            |
| 1977-78 | UEFAカップウィナーズカップ | 2回戦     | ハイドゥク・スプリト         | 2-1      | 1-2 (aet) | 3-3 (PK戦 3-4) |
| 1979-80 | UEFAカップ                 | 1回戦     | SKラピード・ウィーン         | 3-2      | 1-0       | 4-2            |
| 1979-80 | UEFAカップ                 | 2回戦     | ダンディー・ユナイテッドFC   | 3-1      | 1-0       | 4-1            |
| 1979-80 | UEFAカップ                 | 3回戦     | 1.FCカイザースラウテルン     | 0-2      | 1-6       | 1-8            |
| 1980-81 | UEFAカップウィナーズカップ | 予選      | セルティックFC               | 2-1      | 0-6       | 2-7            |
| 1998    | UEFAインタートトカップ     | 1回戦     | スリマ・ワンダラーズFC       | 2-0      | 3-2       | 5-2            |
| 1998    | UEFAインタートトカップ     | 2回戦     | アルタイSK                   | 0-1      | 1-1       | 1-2            |
| 2014-15 | UEFAヨーロッパリーグ       | 予選1回戦 | ビルキルカラFC               | 2-1      | 4-1       | 6-2            |
| 2014-15 | UEFAヨーロッパリーグ       | 予選2回戦 | リテックス・ロヴェチ         | 1-2      | 2-0       | 3-2            |
| 2014-15 | UEFAヨーロッパリーグ       | 予選3回戦 | FCクラスノダール             | 1-5      | 0-3       | 1-8            |

## 歴代所属選手
- ヨゼフ・ガスパル 2004-2005
- 本間和生 2007-2009
- ボヤン・ブルノヴィッチ 2010
- ローワン・リケッツ 2010

## 歴代監督
- シェベシュ・グスターヴ 1968
- データーリ・ラヨシュ 2004
- キプリッチ・ヨージェフ 2004
- ボードグ・タマーシュ 2017-2018[4][5]
- フェルナンド 2018-2019[6][7]
- ゾラン・ゼキッチ 2021[8][9]
- セルヒー・クズネツォフ 2022-[10]